# Pod rabatabil

Modul de funcționare a unui pod rabatabil cu lanțuri, fără leviere.

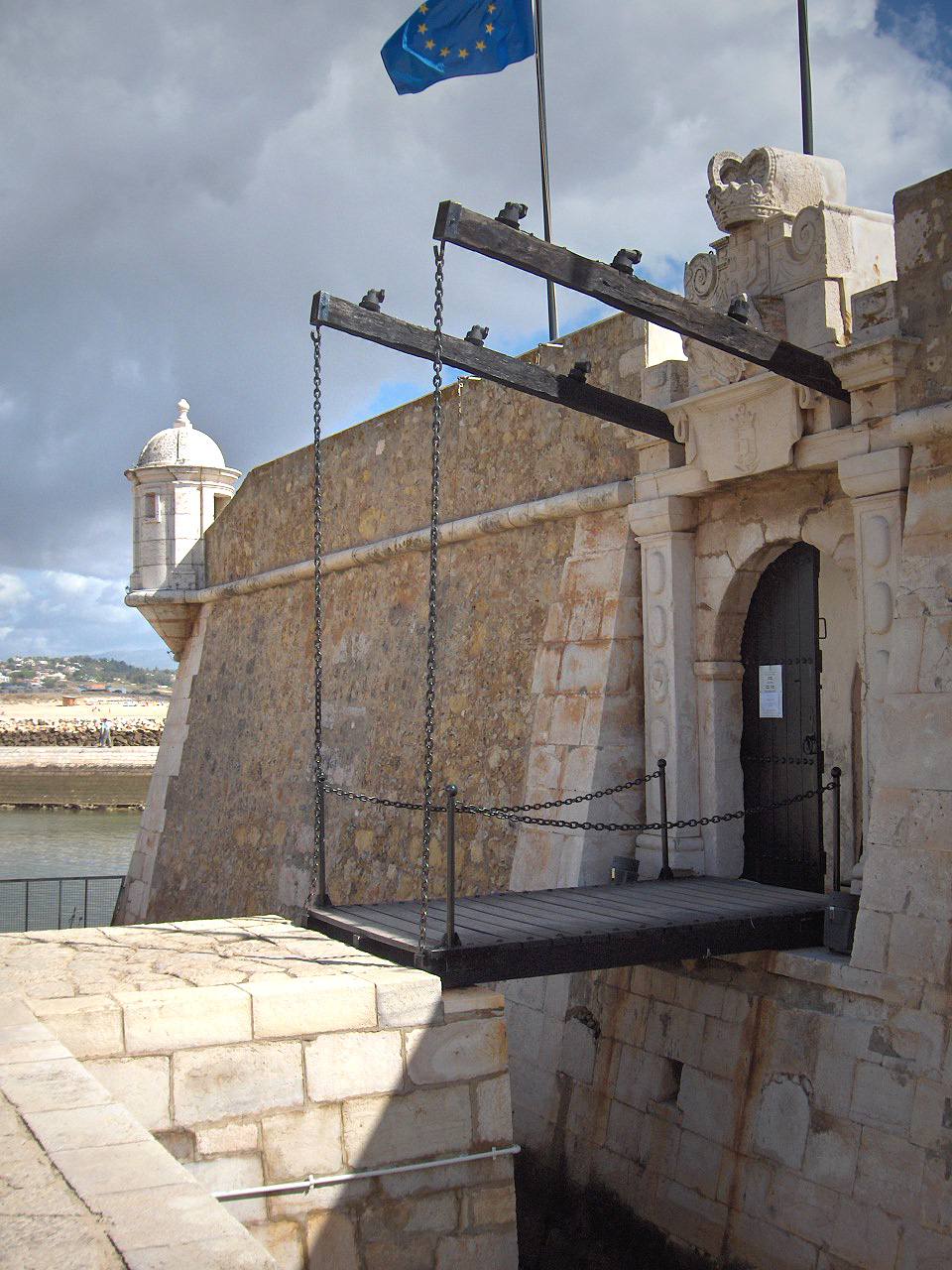
Pod rabatabil cu leviere (grinzi) și lanțuri, la fortul Ponta da Bandeira din Lagos, Portugalia

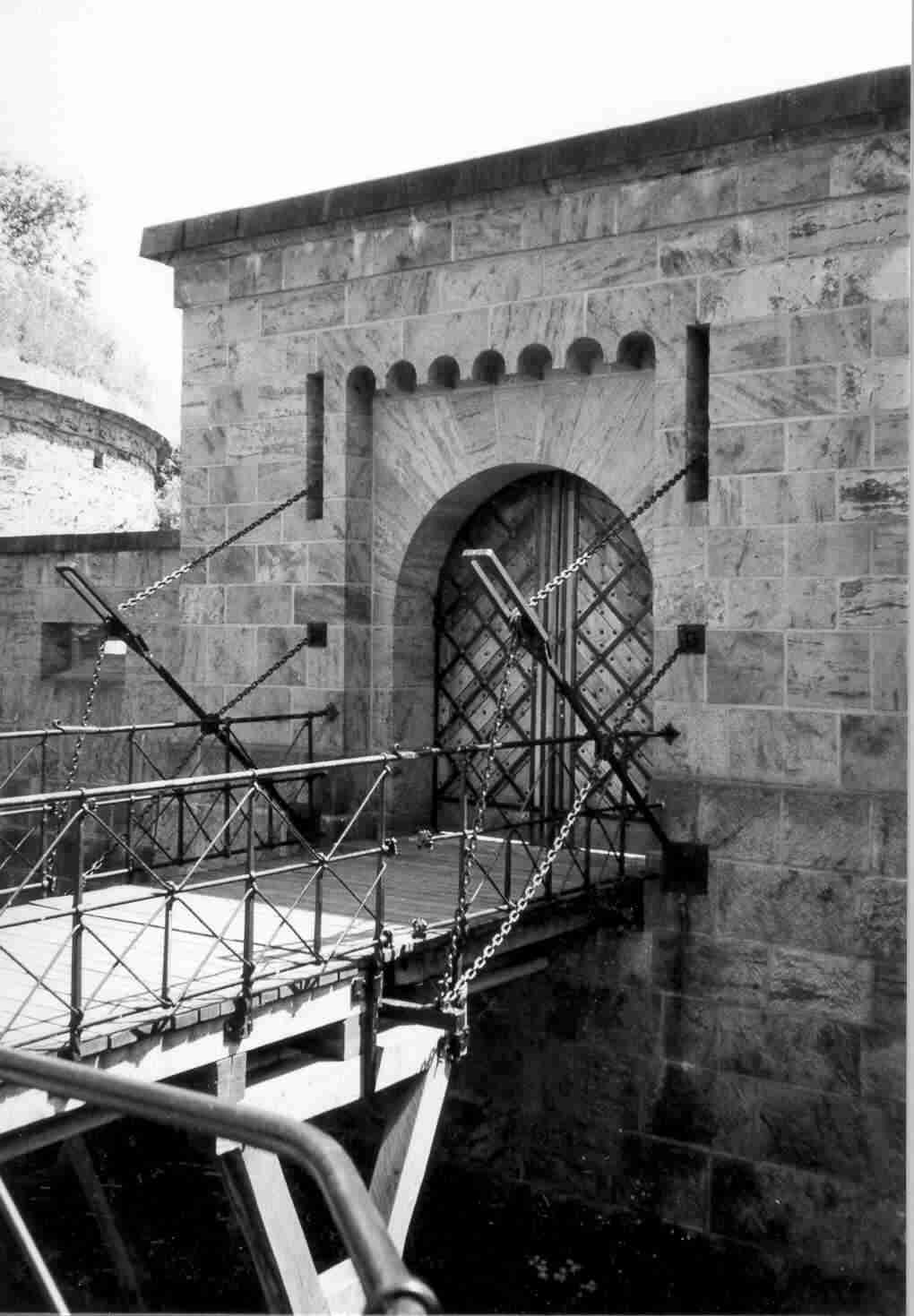
Un pod rabatabil al fortăreței Minden, din secolul XIX.

Un pod rabatabil este un tip de pod mobil defensiv care coboară și se ridică pentru a deschide sau închide trecerea peste un șanț care înconjoară o structură fortificată cu scop de apărare.

## Funcție
Podul rabatabil este în mod tradițional asociat cu castele medievale, care practic toate aveau un astfel de pod peste șanțul de apărare cu apă, sau șanțul uscat. Ridicarea podului a făcut posibilă blocarea intrării în cazul unui atac. De obicei, pentru o securitate sporită, un pod basculant al unui castel fortificat precede o hersă.
Intrările în fortificațiile sistemului Séré de Rivières sunt, de asemenea, echipate cu diferite tipuri de poduri rabatabile.

## Poduri rabatabile la castele
Podurile rabatabile au fost folosite pentru a asigura porțile de intrare în castelele medievale și în fortificațiile orașelor, precum și în multe cetăți ale timpurilor mai recente. Poarta era un punct deosebit de slab din punctul de vedere al apărării în castele și structurile defensive similare, prin urmare, era adesea protejată de diferite dispozitive de construcție. Cu ajutorul unui pod rabatabil în fața porții, accesul în cetate peste șanț, putea fi împiedecat în mod eficient și rapid.
În timp ce în acest scop au fost construite și poduri fixe din lemn, care puteau fi îndepărtate rpid în cazul unui asediu, podul rabatabil a permis un control mai eficient asupra accesului și putea fi, de asemenea, utilizat pentru ieșiri de urgență.
Încă din timpul evului mediu, existau două construcții de bază diferite pentru ridicarea podurilor rabatabile:
- sistem de ridicare cu lanț sau cablu: două frânghii sau lanțuri paralele, fixate de capătul exterior al plăcii podului, trecute prin două deschizături ale peretelui de deasupra porții, spre interiorul incăperii de după poartă, unde erau înfășurate pe un troliu acționat manual.
- sistem de grinzi balansiere: această construcție folosește efectul de pârghie prin prinderea lanțurilor la două grinzi balansiere, care se mișcă paralel cu trapa podului și se continuă în interiorul incăperii porții din spatele axei de pivotare.

Jumătățile din spate ale grinzilor oscilante sunt unite între ele printr-o construcție de cadru stabilă pe care pot fi atașate contragreutăți suplimentare. Podul este ridicat prin apăsarea capătului posterior al grinzilor oscilante, în jos.

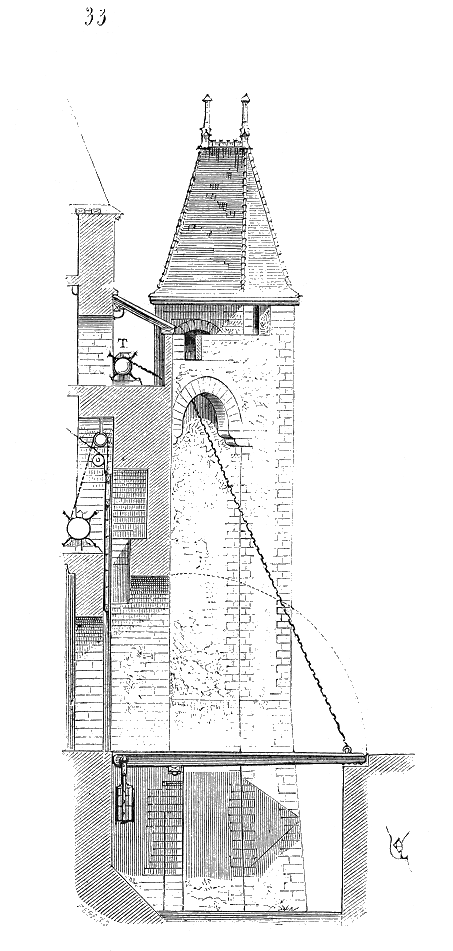
Pod rabatabil cu lanțuri.
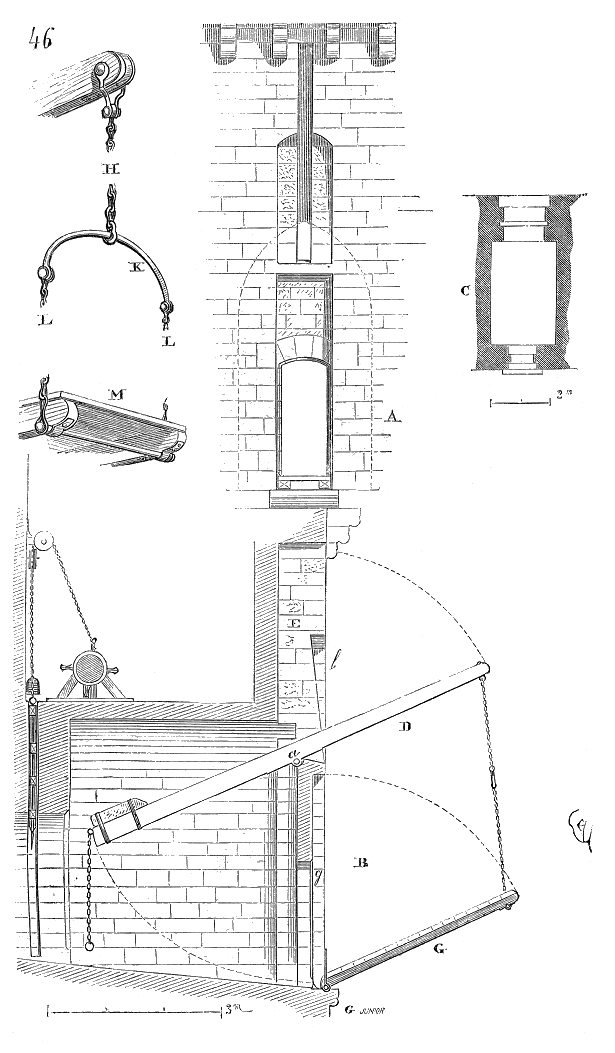
Pod rabatabil cu grinzi și cu lanțuri.